# Inspired (Miley Cyrus)
Inspired è un singolo promozionale della cantante statunitense Miley Cyrus, pubblicato il 9 giugno 2017 come estratto dal sesto album in studio Younger Now.

## Descrizione
Traccia conclusiva dell'album, il brano è stato scritto da Cyrus stessa insieme a Oren Yoel, produttore del brano.
La cantante ha affermato di aver pubblicato il brano «in celebrazione del mese del Pride e del grido disperato per avere più amore in questo mondo».

## Tracce
1. Inspired – 3:21